# Des grandeurs et des distances du Soleil et de la Lune
Des grandeurs et des distances du Soleil et de la Lune (en grec ancien Περὶ μεγεθῶν και ἀποστημάτων Ἡλίου και Σελήνης) est une œuvre en deux livres de l’astronome grec Hipparque (IIe siècle av. J.-C.). Le texte a disparu mais l’œuvre est partiellement connue à travers les écrits de divers auteurs antiques. Le titre complet est mentionné par Théon de Smyrne (IIe siècle) et sa forme abrégée, Des grandeurs et des distances, par Pappos d'Alexandrie (IVe siècle). Pour le contenu, des éclairages nous sont fournis par les mêmes Pappos et Théon, par l'Almageste de Ptolémée (IIe siècle) et accessoirement par Strabon. Les autres sources sont peu significatives. Plusieurs historiens des sciences ont tenté de reconstituer la démarche scientifique et mathématique d’Hipparque dans cette œuvre.

## Les sources principales

### Ptolémée
Voici ce que dit Ptolémée :

« Hipparque a bien fait cette recherche, par le moyen du Soleil surtout. Car, à partir de certaines particularités du Soleil et de la Lune dont nous parlerons par la suite et qui font que, la distance de l'un des deux luminaires étant donnée, celle de l'autre s'en déduit, il essaie par des conjectures sur celle du Soleil de démontrer celle de la Lune. Il suppose d'abord pour le Soleil la plus petite parallaxe possible pour en déduire la distance ; après cela, par le moyen d'une éclipse solaire, il fait son calcul d'abord avec cette petite parallaxe considérée comme nulle, puis avec une parallaxe plus grande. De cette manière, il trouve deux distances différentes pour la distance de la Lune. Mais il est difficile de choisir entre ces valeurs, puisque non seulement on ignore la vraie parallaxe solaire, mais même si le Soleil a une parallaxe. »

Ptolémée donne ici les grandes lignes du raisonnement d’Hipparque, mais, comme il n’approuve pas la méthode, il n’entre pas dans les détails. L’idée centrale d'Hipparque est la suivante : Si on ne constate pas de parallaxe pour le Soleil, c’est qu'elle est trop petite pour être visible. Il prend donc comme parallaxe du Soleil le plus petit angle perceptible par l’œil, ce qui le conduira, au bout du raisonnement, à une distance minimale de la Lune par rapport à la Terre. En considérant d'autre part la parallaxe comme quasi nulle, il obtiendra une valeur maximale pour cette distance. Faute de déterminer la distance exacte, il aura obtenu une "fourchette" (cfr. infra).

### Pappos d'Alexandrie
Pappos est un commentateur de Ptolémée, mais ses textes contiennent des détails absents de l’Almageste, ce qui confirme que le traité d’Hipparque était encore disponible à son époque, au IVe siècle. Extraits des Commentaires de l'Almageste de Pappos :

« Certes, Hipparque a effectué une telle recherche, surtout à partir du Soleil, mais pas de manière exacte. En effet, comme la Lune, lors des syzygies et lorsqu'elle est proche de sa plus grande distance, apparaît égale au Soleil et comme les diamètres du Soleil et de la Lune (dont une étude sera faite ci-dessous) sont connus, il s'ensuit que si la distance d'un des deux astres est donnée, la distance de l'autre est aussi connue. Conformément au théorème 12, si on a la distance de la Lune et les diamètres du Soleil et de la Lune, on obtient la distance du Soleil. Hipparque tente, en conjecturant la parallaxe et la distance du Soleil, de calculer la distance de la lune, mais en ce qui concerne le Soleil, non seulement la valeur de sa parallaxe est douteuse, mais aussi le fait de savoir s'il a vraiment une parallaxe. Ainsi, Hipparque était dans le doute, non seulement sur la valeur de la parallaxe, mais aussi sur l'existence même de la parallaxe. Dans le premier livre de "Sur les grandeurs et les distances" il suppose que la terre a la proportion d'un point et est le centre du soleil. Et par le biais d'une éclipse qu'il présente... »

Et plus loin :

« Dans le livre I des "Grandeurs et distances", il fait les observations suivantes : une éclipse de Soleil qui, dans la région de l'Hellespont, était une éclipse exacte du disque solaire entier, telle qu'aucune partie n'en était visible, avait approximativement les 4/5 éclipsé à Alexandrie en Égypte. Par cette entremise, il montre dans le livre I que, en prenant comme unité le rayon terrestre, la distance minimale de la lune est 71 et la maximale est 83. La moyenne est donc 77... Alors ensuite, il montre lui-même dans le livre II des "Grandeurs et distances", à partir de nombreuses considérations, que, en prenant comme unité le rayon terrestre, la distance minimale de la lune est 62 et la moyenne est 67 1/3, et que la distance du Soleil est 490. Il est clair que la distance maximale de la Lune est 72 2/3. »

Dans le premier extrait, Pappos reprend les propos de Ptolémée, mais il précise qu'Hipparque a utilisé le théorème 12, un théorème présent dans Ptolémée et qui nous est parvenu. Le second fournit d'autres détails qui rendent possible une reconstitution. En particulier, il est clair qu'Hipparque a mis en œuvre deux procédés distincts et donne les résultats obtenus par chacun. Il donne en outre des indications qui peuvent mener à l'identification de l'éclipse.

## Reconstitutions modernes
Trois tentatives de reconstitutions ont été recensées et analysées par Neugebauer :

### Hultsch

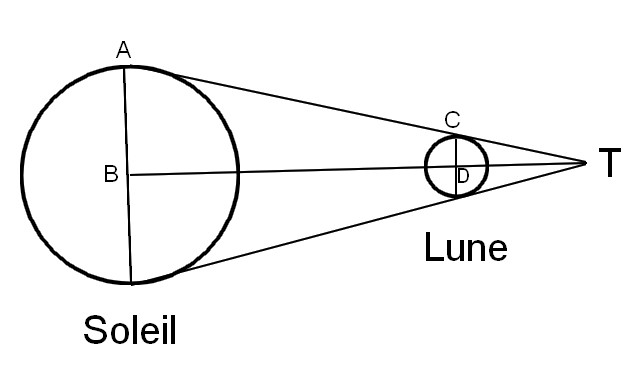
Figure 1 : reconstitution de Hultsch.

La première tentative fut réalisée par Friedrich Hultsch en 1900, mais elle fut réfutée en 1969 par Noel Swerdlow et par G. J. Toomer en 1974.
Friedrich Hultsch estimait que la source de Pappos comportait une erreur de copie et que la distance du soleil calculée par Hipparque devait être 2490 et non 490 rayons terrestres. En numération grecque, un seul caractère muni d'un signe diacritique différencie ces deux nombres. Son analyse reposait sur un texte de Théon de Smyrne qui indique qu'Hipparque avait trouvé que la grandeur du soleil valait 1880 fois celle de la terre, et que la grandeur de la terre valait 27 fois celle de la lune. 
En supposant que Théon parlait de volumes, il obtient un rayon solaire (AB) égal à 12+1/3 rayons terrestres et un rayon lunaire (CD) égal à 1/3 de rayon terrestre. 
Considérant que l'observateur terrestre (T) voit le Soleil de la même grandeur que la Lune (figure 1), les triangles ABT et CDT sont semblables et leurs côtés sont proportionnels. Si l'on suppose, avec Hipparque, que la distance Terre-Lune (TD) vaut 67+1/3 (rayons terrestres), on a :
{\displaystyle TB={\frac {AB}{CD}}TD\approx {\frac {12+1/3}{1/3}}(67+1/3)=2491+1/3\approx 2490}

### Swerdlow: reconstitution d'après le livre II

Figure 2 : reconstitution de Swerdlow, d'après une figure de Ptolémée

Swerdlow considère qu'Hipparque calcule les distances du Soleil et de la Lune en utilisant une construction présente dans Ptolémée. Il n'est pas absurde, en effet, de penser que ce calcul fut initialement développé par Hipparque, qui fut une source primaire de l'Almageste.
En effectuant le calcul qui suit, Swerdlow put aboutir aux résultats d'Hipparque (67 1/3 pour la Lune et 490 pour le Soleil), en utilisant certaines approximations bien précises. 
Si l est le rayon lunaire et L la distance Terre-Lune par rapport aux centres de ces astres ; si s et S sont les valeurs correspondantes pour le Soleil, la trigonométrie donne :
{\displaystyle \ell =L\tan \theta \approx L\sin \theta }
et
{\displaystyle h={\frac {\tan \varphi }{\tan \theta }}\ell \approx {\frac {\varphi }{\theta }}\ell \approx {\frac {\varphi }{\theta }}L\sin \theta }
En traçant x et h parallèles équidistantes à t, on obtient :
{\displaystyle \ell +x=t+(t-h)=2t-h\approx 2-({\frac {\varphi }{\theta }}+1)L\sin \theta }
et par les triangles semblables :
{\displaystyle {\frac {t}{x}}={\frac {S}{S-L}}\Rightarrow S={\frac {L}{1-x}}}
La combinaison de ces équations donne :
{\displaystyle S\approx {\frac {L}{\left({\frac {\varphi }{\theta }}+1\right)L\sin \theta -1}}=1/\left(\left({\frac {\varphi }{\theta }}+1\right)\sin \theta -{\frac {1}{L}}\right)}
Les valeurs adoptées par Hipparque pour θ, ϕ et L se trouvent dans l'Almageste et dans Pappos. Ptolémée dit qu'Hipparque a trouvé que l'orbite de la lune mesure 650 fois son cercle et que le diamètre angulaire de l'ombre de la Terre est 2,5 fois celui de la lune. D'autre part, Pappos nous informe que la valeur retenue en définitive par Hipparque comme distance moyenne de la Lune est de 67 1/3 rayons terrestres.
En d'autres termes,
- θ, le diamètre angulaire apparent de la Lune vaut (360°/650) ÷ 2 = 0,277°
- ϕ, le diamètre angulaire apparent de l'ombre de la terre au niveau de l'orbite lunaire, vaut 2.5 X (2θ) = 1,385°
- L, la distance Terre-Lune vaut 67 1/3 rayons terrestres.

Selon Swerdlow, Hipparque calcule l'expression ci-dessus en arrondissant les résultats comme suit (en sexagésimal) :
{\displaystyle \ell \approx L\sin \theta \approx 0;19,30}
et
{\displaystyle h\approx {\frac {\varphi }{\theta }}\ell \approx 0;48,45}
Puis, étant donné que
{\displaystyle \ell +h\approx {\frac {\varphi }{\theta }}L\sin \theta +L\sin \theta =\left({\frac {\varphi }{\theta }}+1\right)L\sin \theta }
il s'ensuit que
{\displaystyle S\approx L/(\ell +h-1)\approx 67;20/0;8,15\approx 489.70\approx 490\ell \approx L\sin \theta \approx 0;19,30}
Swerdlow utilise ce résultat pour montrer que 490 était la leçon correcte du texte de Pappos, invalidant ainsi l'interprétation de Hultsch. Toutefois, ce résultat est très dépendant des approximations et arrondis utilisés. Néanmoins, son raisonnement a été largement accepté, bien qu'il restât aussi la question de avoir d'où Hipparque tire la distance lunaire de 67 1/3.
Conformément à Pappos et Ptolémée, Swerdlow suggère qu'Hipparque considérait les 490 rayons terrestres comme la distance minimale possible de la Terre au Soleil. Cette distance correspond à une parallaxe solaire de 7', qu'il pensait être le plus grand angle qui soit indiscernable. En fait, la résolution normale de l'œil humain est de 2'. 
La formule utilisée plus haut peut, bien entendu être inversée pour obtenir la distance lunaire à partir de la distance solaire :
{\displaystyle L\approx {\frac {S}{\left({\frac {\varphi }{\theta }}+1\right)S\sin \theta -1}}=1/\left(\left({\frac {\varphi }{\theta }}+1\right)\sin \theta -{\frac {1}{S}}\right)}
Soit, avec les valeurs définies plus haut :
{\displaystyle L\approx 1/\left((2.5+1)\sin 0.277^{\circ }-{\frac {1}{490}}\right)\approx 67.203\approx 67\ 1/3}
Toomer prolonge le raisonnement en observant que si la distance solaire croît considérablement, la valeur de -1/S tend vers zéro et la distance lunaire s'approche de sa valeur moyenne minimale :
{\displaystyle L\approx 1/\left((2.5+1)\sin 0.277^{\circ }-0\right)\approx 59.10}
ce qui est proche de la valeur retenue ultérieurement par Ptolémée.

### Toomer: reconstitution d'après le livre I
En plus de l'explication de la distance lunaire minimale telle que la trouva Hipparque, Toomer (en) parvint à décrire la méthode du premier livre, qui utilise une éclipse solaire. Pappos indique que l'éclipse fut totale dans la région de l'Hellespont, mais fut observée au 4/5 de la totalité à Alexandrie.
Si Hipparque suppose que le Soleil est infiniment distant cfr. Pappos : « La terre a la proportion d'un point au centre (de l'orbite) du Soleil », alors la différence dans la magnitude de l'éclipse doit être due exclusivement à la parallaxe et, par suite, à la distance de la lune. En se basant sur des données issues de l'observation, il devrait pouvoir déterminer cette parallaxe et dès lors la distance de la lune.
Hipparque devait connaître {\displaystyle \varphi _{A}} et {\displaystyle \varphi _{H}}, les latitudes d'Alexandrie et de l'Hellespont, respectivement. Il devait aussi connaître {\displaystyle \delta }, la déclinaison de la Lune au moment de l'éclipse, et {\displaystyle \mu }, qui représente la différence de magnitude de l'éclipse entre les deux régions.
Soit t le rayon terrestre et crd la fonction corde, définie par la table des cordes d'Hipparque.
{\displaystyle AH=t\ {\mbox{crd}}\ \angle AOH=t\ {\mbox{crd}}(\varphi _{H}-\varphi _{A})}
Comme la lune est très lointaine, on peut admettre l'approximation {\displaystyle \zeta '\approx \zeta }. De cette manière, on a :
{\displaystyle \zeta =\varphi _{H}-\delta }
{\displaystyle \angle ZHA=180^{\circ }-\angle OHA}
{\displaystyle \angle OHA={\frac {180^{\circ }-\angle AOH}{2}}={\frac {180^{\circ }-(\varphi _{H}-\varphi _{A})}{2}}}
Donc,
{\displaystyle \angle ZHA=90^{\circ }+{\frac {1}{2}}(\varphi _{H}-\varphi _{A})}
{\displaystyle \angle MHA=\theta =\angle ZHA-\zeta '\approx \angle ZHA-\zeta =90^{\circ }+{\frac {1}{2}}(\varphi _{H}-\varphi _{A})+\delta }
Connaissant AH et θ, la valeur de µ suffit pour obtenir D'. Puisque l'éclipse était totale en H et au 4/5 de la totalité en A, µ vaut 1/5 du diamètre apparent du Soleil. Cette valeur était bien connue d'Hipparque, qui lui attribuait 1/650 de cercle. La distance entre les centres de la Lune et de la Terre résultera donc de {\displaystyle D\approx D'+t}.
Toomer a déterminé comment Hipparque obtint la corde des petits angles. Les valeurs qu'il attribue pour les latitudes de l'Hellespont (41 degrés) and Alexandrie (31 degrés) sont connues par la Géographie de Strabon. Quant à la déclinaison, il faut savoir, pour la déterminer, de quelle éclipse Hipparque fit usage.
Sachant qu'Hipparque attribuait à la distance Terre-Lune une valeur proche de 71 rayons terrestres et connaissant la région où se produisit l'éclipse, Toomer détermina qu'il s'agissait de l'éclipse du 14 mars 190 av. J.-C., qui concorde en outre avec les données historiques dont on dispose. Cette éclipse fut totale à Nicée, lieu de naissance probable d'Hipparque. Elle est également mentionnée par Strabon. La déclinaison de la lune à ce moment était de : {\displaystyle \delta =-3^{\circ }}
Par la trigonométrie des cordes, on a :
{\displaystyle \theta =54^{\circ }+\delta }
{\displaystyle AH=t\ {\mbox{crd}}\ 10^{\circ }\approx t\ {\frac {600}{3438}}}
{\displaystyle \mu ={\frac {360*60}{5*650}}}
{\displaystyle D'={\frac {{\mbox{crd}}\ 2\theta *AH}{{\mbox{crd}}\ \mu *2R}}={\frac {{\mbox{crd}}\ (108^{\circ }+2\delta )*600*5*650}{21600*2*3438}}t}
et en utilisant la table des cordes d'Hipparque, on obtient :
{\displaystyle {\mbox{crd}}\ (108^{\circ }+2(-3^{\circ }))={\mbox{crd}}\ 102^{\circ }\approx 2*3438\sin 56^{\circ }\approx 5340}
donc 
{\displaystyle D'={\frac {5340*600*5*650}{21600*2*3438}}t\approx 70.1t\Rightarrow D\approx D'+t\approx 71.1t}
Ce qui concorde avec les 71 rayons terrestres rapportés par Pappos d'Alexandrie.

## Conclusions
Si ces reconstitutions reflètent réellement le contenu des Grandeurs et distances, on ne peut que trouver ce travail remarquable. C'est tout au moins l'avis de Toomer :

« Ce procédé, si je l'ai construit correctement, est tout à fait remarquable (...) Ce qui est étonnant, c'est la sophistication dans l'approche du problème par deux méthodes différentes et aussi la totale honnêteté avec laquelle Hipparque révèle ses résultats discordants (...) qui appartiennent néanmoins au même ordre de grandeur et, pour la première fois dans l'histoire de l'astronomie, constituent une bonne approximation. »

En tout état de cause, en effet, même si Ptolémée et Pappos font quelque peu la fine bouche, les résultats obtenus par Hipparque pour la distance Terre-Lune sont remarquablement proches de la réalité, puisque la distance moyenne de la lune est en réalité d'approximativement 60,2 rayons terrestres équatoriaux. Comme l'évaluation du dit rayon terrestre était meilleure chez Ératosthène (et donc chez Hipparque) que chez Ptolémée, ce dernier était, finalement, plus éloigné de la réalité. Il est intéressant de remarquer que si l'on applique le procédé du livre II avec les valeurs présentes chez Théon de Smyne et chez Cléomède, on aboutit respectivement à 60,5 et 61 rayons terrestres.
Pour la distance Terre-Soleil, à l'inverse, Hipparque était loin du compte, puisque la distance moyenne est d'environ 23 455 rayons terrestres : avec des triangles aussi étirés, la moindre différence d'angle entraîne des écarts considérables pour la distance.
Cette approche, qui consiste à déterminer les limites d'une quantité inconnue n'était pas neuve : Aristarque de Samos fit de même, tout comme Archimède pour le nombre pi. Mais dans ce cas, les limites reflétaient une incapacité de déterminer une constante mathématique et non une incertitude dans l'observation.